# Moritz Benedikt Cantor
Moritz Benedikt Cantor (ur. 23 sierpnia 1829 w Mannheim, zm. 9 kwietnia 1920 w Heidelbergu) – niemiecki historyk matematyki, profesor uniwersytetu w Heidelbergu.

## Życiorys
Początkowo nie chodził do szkoły, lecz uczył się w domu z rodzicami. Rozpoczął studia na Uniwersytecie Ruprechta i Karola w Heidelbergu, po roku w Heidelbergu przeniósł się na Uniwersytet w Getyndze, gdzie w latach 1849-1851 uczył się matematyki i astronomii u Carla Gaussa, fizyki u Wilhelma Webera, a matematyki u Moritza Sterna, który szczególnie interesował się teorią liczb. Po uzyskaniu doktoratu w Heidelbergu w 1851 wyjechał do Berlina, gdzie z uczestniczył w  wykładach Petera Gustava Lejeune Dirichleta; a po powrocie do Heidelbergu 30 kwietnia 1853 został mianowany privatdozentem, po złożeniu rozprawy habilitacyjnej. W 1863 awansował na stanowisko adiunkta, a w 1877 został profesorem honorowym. Napisał fundamentalne dzieło Wykłady z historii matematyki, obejmujące okres od czasów starożytnych do 1799 roku.